# Александра Карамихалева
Александра Карамихалева (25 липня 1967, Болгарія) — болгарська церковна діячка, богословка, журналістки і письменниця.

## Біографія та творчість
Народилася 25 липня 1967 року. Магістр богослов'я та бакалавр історії в Софійському університеті.
У 2002 р. починає працювати в «Синодално издателство» Болгарської Православної Церкви. Тривалий час була редакторкою газети Църковен вестник, а з 2011 — її головна редакторка. З відкриттям офіційного сайту БПЦ, Синод БПЦ призначає її на посаду адміністраторки розділу новин сайту. Є однією із засновників сайту «Православна младеж», орієнтованого на молодь, і його головнною редакторкою.
На засіданні 12 червня 2013 Святіший Синод БПЦ у вирішив, що у Синодальному відділі повинен бути відкритий Відділ зв'язків з громадськістю для надання допомоги громадському служінню Церкви шляхом посередництва у відносинах між Болгарською Православною Церквою та Болгарським Патріархатом та її духовенством разом із широкою громадськістю нести відповідальність за контакти та взаємодію БПЦ зі світською владою, громадськими організаціями, ЗМІ та широкою громадськістю.
Організація роботи цієї нової для БПЦ-БП ланки Священного Синоду доручено Александрі Карамихалевій, яка неофіційно взяла на себе виконання цих функцій відразу після виборів і інтронізації болгарського патріарха Неофіта. З 1 липня 2013 офіційно взяла на себе нову посаду «Начальник відділу по зв'язках з громадськістю» "у Священному Синоді БПЦ-БП, залишаючись і редакторкою церковної газети., і головною редакторкою сайту «Православна молодь» . Після такого призначення Александра Карамихалева стає найвищою жінкою в історії Православної Церкви, що завжди відрізнялася своїм консерватизмом.
Період діяльності департаменту зі зв'язків з громадськістю під керівництвом Карамихалевої відзначається винятковим пожвавленням відносин між БПЦ та болгарською державою на офіційному та робочому рівнях. Регулярні зустрічі патріарха Болгарії та ієрархів Священного Синоду з президентами країни, президентами Національних зборів, прем'єр-міністрами, міністрами та іншими лідерами в державі ініціюють конкретні спільні дії і добру, конструктивну співпрацю між духовною і світською владою в різних сферах. Хороша взаємодія зі ЗМІ та підвищена довіра до Болгарської Православної Церкви з боку установ та громадськості, а також довірливі відносини та взаємна повага з єврейською громадою, муфтіятом, нунціатурою та іноземними посольствами в Болгарії. Опитування громадської думки в ці роки послідовно демонстрували високу довіру до Болгарської православної церкви та болгарського патріарха серед болгарських громадян.
Внаслідок необхідності очолювати відділ зв'язків з громадськістю духовною особою, висловлюючи особливу вдячність за добру роботу з організації та управління кафедрою, та за значні успіхи, досягнуті в активізації та покращенні відносин БПЦ зі світською владою та ЗМІ на своєму засіданні 14 грудня 2017 року Святий Синод звільнив Александру Карамихалеву, а з того ж дня призначив її головною редакторкою газети Болгарської Православної Церкви «Църковен вестник».
Вона є авторкою книг «През очите на вярата», «Като живи камъни» и «Насаме», багатьох статей, які представляють православний погляд на різні проблеми, з якими стикається сучасна людина, а також матеріали, що відображають життя Церкви і окремих її представників. Висловлювала інтерес до християнської етики, антропології та аскетизму.
Нагороджена першою премією журналістики на конкурсі журналістів «Пътят на словото» за 2009 р.
Член Спілки болгарських журналістів.

## Праці
- «През очите на вярата» (2007)
- «Като живи камъни» (2013)
- «Насаме» (2017)